# Damien Touzé
Damien Touzé (* 7. Juli 1996 in Iville) ist ein französischer Radrennfahrer.

## Sportlicher Werdegang
Als Junior machte Touzé im Trikot der Nationalmannschaft durch eine Reihe von Top-Platzierungen auf sich aufmerksam, unter anderen gewann er im UCI Men Juniors Nations’ Cup eine Etappe bei der Tour de l’Abitibi.
Nach dem Wechsel in die U23 wurde er 2015 zunächst Mitglied im französischen Radsportverein CC Étupes. Ende 2016 erhielt er die Möglichkeit, als Stagiaire für das UCI Continental Team HP-BTP Auber 93 zu fahren, und wurde zur Saison 2017 festes Mitglied im Team. 2018 war das bisher erfolgreichste Jahr seiner Karriere: Im UCI Nations’ Cup U23 gewann er eine Etappe und die Punktewertung der Tour de l’Avenir, auf der UCI Europe Tour gewann er zunächst eine Etappe der Ronde de l’Oise, um einem Monat später bei Kreiz Breizh Elites neben der ersten Etappe die Gesamt-, die Punkte- und die Nachwuchswertung für sich zu entscheiden.
Aufgrund seiner Erfolge erhielt er zur Saison 2019 einen Vertrag beim damaligen UCI Professional Continental Team Cofidis, mit dem er 2020 in die UCI WorldTour aufstieg. Mit der Vuelta a España 2019 nahm er erstmals an einer Grand Tour teil und beendete diese auf Platz 108 der Gesamtwertung. Nach zwei Jahren ohne zählbare Erfolge wechselte er zur Saison 2021 zum AG2R Citroën Team, für das er aber auch ohne zählbaren Erfolg blieb.
Zur Saison 2025 kehrte Touzé zu seinem ehemaligen Team Cofidis zurück.

## Erfolge
2014
- eine Etappe Tour de l’Abitibi

2018
- eine Etappe und Punktewertung Tour de l’Avenir
- eine Etappe Ronde de l’Oise
- Gesamtwertung, eine Etappe, Punktewertung und Nachwuchswertung Kreiz Breizh Elites

## Grand-Tour-Platzierungen
| Grand Tour            | 2019 | 2020 | 2021 | 2022 | 2023 | 2024 | 2025 |
| --------------------- | ---- | ---- | ---- | ---- | ---- | ---- | ---- |
| Giro d’ItaliaGiro     | –    | –    | –    | –    | –    | 69   | –    |
| Tour de FranceTour    | –    | –    | –    | –    | –    | –    | 94   |
| Vuelta a EspañaVuelta | 108  | –    | 79   | –    | DNF  | –    |      |